# Althausschneideturm
Der Althausschneideturm oder Althausschneidturm ist ein 3275 m ü. A. hoher Berggipfel des Rosshufkamms in der Venedigergruppe. Er liegt an der Grenze zwischen Österreich und Italien bzw. Ost- und Südtirol. Die Erstbesteigung erfolgte am 5. Juli 1981 durch A. Thenius, S. Bondorfer und H. Auer.

## Lage
Die Althausschneide ist ein Felsgrat an der italienisch-österreichischen Staatsgrenze und stellt die Fortsetzung des Südwestgrats der Dreiherrnspitze dar. Der lange Gratverlauf reicht vom Östlichen Rosshuf (3171 m ü. A.) im Südwesten über das Leipziger Schartl (3096 m ü. A.), die Althausschneidespitze (3226 m ü. A.) und den Althausschneideturm bis zur Althausschneidescharte (3221 m ü. A.) im Nordosten. Der Gratverlauf stellt auch die Grenze zwischen der Osttiroler Gemeinde Prägraten am Großvenediger und der Südtiroler Gemeinde Prettau dar. Südöstlich der Althausschneidespitze erstreckt sich das Althauskees, nordwestlich das Lahnerkees. Nächstgelegene Täler sind das Umbaltal im Süden, das Windtal im Südwesten und das Ahrntal im Nordwesten. Die Bergflanken auf Osttiroler Seite sind Teil des Nationalparks Hohe Tauern, die Südtiroler Anteile am Berg im Naturpark Rieserferner-Ahrn unter Schutz gestellt.

## Aufstiegsmöglichkeiten
Der Normalweg auf den kaum besuchten Althausschneideturm führt von der Kleinen-Philipp-Reuter-Hütte (oder der etwas weiter entfernten Clarahütte) über das Umbaltörl, die Schlaiter Keesflecken und das Althauskees zur Althausschneidescharte. Über die Nordostkante (III–IV) gelangt man bis unter den Gipfel, dessen Besteigung den Schwierigkeitsgrad V aufweist.